# 17459 Andreashofer
17459 Andreashofer (1990 TJ8) là một tiểu hành tinh vành đai chính được phát hiện ngày 13 tháng 10 năm 1990 bởi F. Borngen và L. D. Schmadel ở Tautenburg.
The name becomes from the tyrolean hero Andreas Hofer.